# Maxillaria densa
Maxillaria densa, the Crowded Maxillaria, là một loài lan ranging from México to Honduras.